# Käringasjön, Blekinge
Käringasjön är en sjö i Ronneby kommun i Blekinge och ingår i Nättrabyåns huvudavrinningsområde. Sjön är 6,1 meter djup, har en yta på 0,101 kvadratkilometer och är belägen 104,4 meter över havet.

## Delavrinningsområde
Käringasjön ingår i det delavrinningsområde (625251-147663) som SMHI kallar för Ovan 624661-147656. Medelhöjden är 102 meter över havet och ytan är 23,72 kvadratkilometer. Räknas de 20 avrinningsområdena uppströms in blir den ackumulerade arean 256,82 kvadratkilometer. Avrinningsområdets utflöde Nättrabyån mynnar i havet. Avrinningsområdet består mestadels av skog (79 procent). Avrinningsområdet har 0,79 kvadratkilometer vattenytor vilket ger det en sjöprocent på 3,3 procent.